# ألبير كلود
ألبير كلود (بالفرنسية: Albert Claude)‏ ـ (24 أغسطس 1899 ـ 22 مايو 1983) عالم أحياء بلجيكي حاصل على جائزة نوبل في الطب سنة 1974 مع جورج بالاد وكريستيان دو دوف لاكتشافهم التنظيم الهيكلي والوظيفي للخلية. درس الطب بجامعة لييج البلجيكية. وفي شتاء 1928 ـ 1929 عمل في معهد بحوث السرطان في برلين، ثم انتقل إلى معهد القيصر فيلهلم لعلم الأحياء في ضاحية دالم بنفس المدينة. وفي صيف 1929 انتقل إلى معهد روكفلر، وأثناء عمله في ذلك المعهد استخدم المجهر الإلكتروني لتصوير الخلايا، مما عمق من الفهم العلمي لتركيب ووظيفة الخلية. وقد اكتشف كلود الصانعات اليخضورية (الكلوروبلاست) في الخلية.
في سنة 1949 أصبح كلود مديراً لمركز الأورام بمعهد جول بورديه التابع لجامعة بروكسل الحرة، وهو المنصب الذي ظل يشغله حتى سنة 1970.
وفي سنة 1970 منحت جامعة كولومبيا الأمريكية كلود جائزة لويزا غروس هورويتز بالاشتراك مع جورج بالاد وكيث بورتر، ثم حصل على جائزة نوبل في الطب تقديراً لاكتشافاته المتعلقة بالتنظيم التركيبي والوظيفي للخلية، وكان ذلك بالاشتراك مع تلميذه جورج بالاد ومواطنه كريستيان دو دوف

## إنظر أيضًا
- جائزة لويزا غروس هورويتز
- قائمة الحاصلين على جائزة نوبل حسب البلد

## وصلات خارجية
- ألبير كلود على موقع الموسوعة البريطانية (الإنجليزية)
- ألبير كلود على موقع مونزينجر (الألمانية)
- ألبير كلود على موقع إن إن دي بي (الإنجليزية)
- سيرة حياة ألبير كلود على موقع مؤسسة نوبل (بالإنجليزية)
- الموقع الرسمي لجائزة لويزا غروس هورويتز (بالإنجليزية)